# Vi måste prata om Kevin
Vi måste prata om Kevin (originaltitel: We Need to Talk About Kevin) är en brittisk–amerikansk dramafilm från 2011 i regi av Lynne Ramsay. 
Filmen bygger på Lionel Shrivers bästsäljande bok med samma namn. I huvudrollerna finns Ezra Miller, Tilda Swinton och John C. Reilly. För musiken står den brittiske musikern Jonny Greenwood, gitarrist i Radiohead. Regissören Lynne Ramsay har uppgett att hon började gråta under Ezra Millers provspelning och författaren till boken, Lionel Shriver, har beskrivit att hennes första möte med Miller var som att möta Kevin från boken.
Filmen nominerades till flera priser, bland annat Golden Globe Award, BAFTA Award och Guldpalmen. Ezra Miller vann Chopardtrofén vid Filmfestivalen i Cannes 2012 för sin insats i filmen.

## Roller
- Tilda Swinton – Eva Khatchadourian
- John C. Reilly – Franklin Plaskett
- Ezra Miller – Kevin Khatchadourian
  - Jasper Newell – Kevin som barn
  - Rocky Duer – Kevin som spädbarn
- Ashley Gerasimovich – Celia Khatchadourian
- Siobhan Fallon Hogan – Wanda
- Alex Manette – Colin